# Le Dieu de ses pères
Le Dieu de ses pères (The God of his Fathers & Other Stories) est un recueil de nouvelles de Jack London paru en 1901.

## Historique
La plupart des nouvelles ont fait l'objet d'une publication antérieure dans des mensuels comme McClure's Magazine ou San Francisco Wave avant mai 1901.

## Les nouvelles
L'édition de chez McClure, Phillips & Co. de 1901 comprend onze nouvelles:
- Une fille de l'aurore (A Daughter of the Aurora)
- Le Dieu de ses pères (The God of His Fathers)
- Quand un homme se souvient (Which Make Men Remember)
- Une femme de cran (Grit of Women)
- Yann l'impénitent (Jan the Unrepentant )
- L'Homme à la balafre (The Man With the Gash)
- Où bifurque la piste (Where the Trail Forks)
- La Grande Interrogation (The Great Interrogation)
- Siwash (Siwash)
- Au bout de l'arc-en-ciel (At the Rainbow's End)
- Mépris de femme (The Scorn of Women )

## Éditions

### Éditions en anglais
- The God of his Fathers & Other Stories, un volume chez  McClure, Phillips & Co., New York,  mai 1901.

### Traductions en français
- En Pays Lointain, huit nouvelles de l'édition anglaise originale, traduction de Louis Postif, Paris, G. Crès & Cie, mars 1926.